# مغزراوية
المغزراوية (الاسم العلمي:Polygaleae) هي قبيلة نباتية تتبع الفصيلة المغزرية من رتبة الفوليات.

## أجناس
- مغزرة